# 三線三星 (第二序列)
三線三星（第二序列）。為中華民國警察職務階级之一，高階警察幹部，佩階三線三星，官等列「警監三階至警監二階」，同一般公務員簡任第十一職等至第十二職等，相當於軍職少將。上級為三線三星（第一序列），下級為三線二星。

三線三星（第二序列）職務階級識別章

## 概要
經公務人員特種考試（一般）警察人員考試及格，並經中央警察大學畢業或訓練合格，依法任職。

## 主要職稱
警政署（本部）
1. 主任秘書、督察室主任
2. 警政委員

警政署所屬機關
- 航空警察局：局長
- 國道公路警察局：局長
- 保安警察第一總隊：總隊長
- 保安警察第二總隊：總隊長

## 相等職級
- 內政部消防署 三線三星「警監二階至一階」

- 海洋委員會海巡署艦隊分署「警監二階」

中華民國內政部消防署：副署長、主任秘書、局長（直轄市）

中華民國海洋委員會海巡署艦隊分署：分署長
海洋委員會海巡署本部：主任秘書

- 法務部矯正署 三線三星  簡任第十一職等至第十二職等

中華民國法務部矯正署：副署長、主任秘書、組長
機關首長

- 警視長~警視監（日本警察）